# Talorgan I dei Pitti
Talorcan (o Talorgan) mac Enfret (... – 657) è stato sovrano dei Pitti dal 653 al 657.
Era figlio di re Eanfrith di Bernicia di Bernicia che era andato in esilio presso i Pitti dopo che il padre Æthelfrith era stato ucciso attorno al 616. Eanfrith sposò una principessa pitta: da quest'unione nacque Talorcan, che salì sul trono nel 653. L'anno dopo sconfisse e uccise Dúnchad mac Conaing, re di Dál Riata nella battaglia di Strath Ethairt. Era nipote del potente sovrano northumbriano Oswiu. Quest'ultimo, secondo San Beda il Venerabile, "sottomise e rese suoi tributari gran parte dei Pitti" (insieme agli Scoti)ed è possibile che Talorcan sia stato soggetto a Oswiu.